# Kampen i ringen
Kampen i Ringen är en lajv-kampanj som anordnas varje år i Bassebergs medeltidsby utanför Skillingaryd. 

## Fiktion
Lajvkampanjen baserar sig på verklig nordisk historia i brytningsskedet mellan vikingatid och medeltid. Man har däremot skapat ett fiktivt rike, Hunaland (baserat på historiska uppgifter om ett område som kallades Hunaland men som historikerna inte har lyckats knyta till en enskild plats), mellan Sverige och Norge i vilket lajvet utspelar sig.
Lajvet centreras runt de årliga kamperna, där vinnaren får ära inför kommande år. Lajvet är ett så kallat bylajv och det händer att lajvare hänvisar till lajvet som ett historiskt lajv. Det senare är dock ej helt korrekt då de fantasyinslag förekommer och lajvets ramar skiljer sig på flera punkter från de historiska skeendena. I kampanjen förflyter tiden i realtid, dvs ett år i verkligheten är ett år i spelvärlden. För att göra det enkelt för lajvarna följer tideräkningen också vår tideräkning; under KiR III (2003) var året i spelvärlden 1103. Detta följdes fram till Kampen i ringen 8, då det av speltekniska skäl bestämdes att det gått tre år inlajv. 

## Lajv i kampanjen
- Kampen i ringen I -2001
- Kampen i ringen II -2002
- Kampen i ringen III -2003
- Kampen i ringen IV -2004
- Kampen i ringen V - 2005
- Kampen i ringen 5.5 - 2006
- Kampen i ringen 6 - Landet Vaknar - 2007
- Kampen i ringen 7 - Den Trehundrade Kampen -  2008
- Kampen i ringen 8 - Kampen i ringen år 1111 - 2009
- Kampen i ringen 9 - När stenen brutits - 2010
  - Vintergästabud hos Ekehuvud (vintern 2011)
  - Höstgille i Berghem
  - Kroknatten
  - Vårgästabud hos Ekehuvud
- Kampen i ringen 2012
  - Höstgille i Berghem
  - Bröllopsgille för Njal och Ragna
  - Ragnar av Kroks födelsedagsgille

- Kampen i ringen 2013
  - Höstgille i Berghem
  - Vårgille för Vale

- Kampen i ringen 2014: Sammansvärjningarnas tid
  - Höstgille i Berghem
  - Vintergille i Berghem
  - Vägskälet

- Kampen i ringen 2015 - Drottningens sändebud
  - Höstgille i Berghem
  - Vintergille i Berghem

- Kampen i ringen 2016 - Ringar på vattnet
  - Höstgille på Höjde
  - Huskarlskamperna i Berghem (vintergille 2017)
  - Föreningsgille på Torsns (vårgille 2017)

- Kampen i ringen 2017: Trenne runor
  - Avsked (Höstgille i Berghem 2017)
  - Förändring (Vintergille i Berghem 2018)
  - Pånyttfödelse (vårgille på Logärda 2018)
- Kampen i ringen 2018
  - Gravöl (höstgille på Valenäs)
  - Trolovning (vintergille på Idunsäng, 2019)
  - Förening (vårille i Berghem 2019)
- Kampen i ringen 2019: Försoning